# Produktdifferentiering
Produktdifferentiering är ett sätt för en försäljare att särskilja sin egen produkt från konkurrenternas. Det kan handla om en skillnad i produktens utformning, eller så kallade psykologiska skillnader som exempelvis hur produkten är förpackad eller hur annonseringen är skapad.

Exempel är Axe som gör anspråk på att vara något parfym men inte är det. 

## Sverige

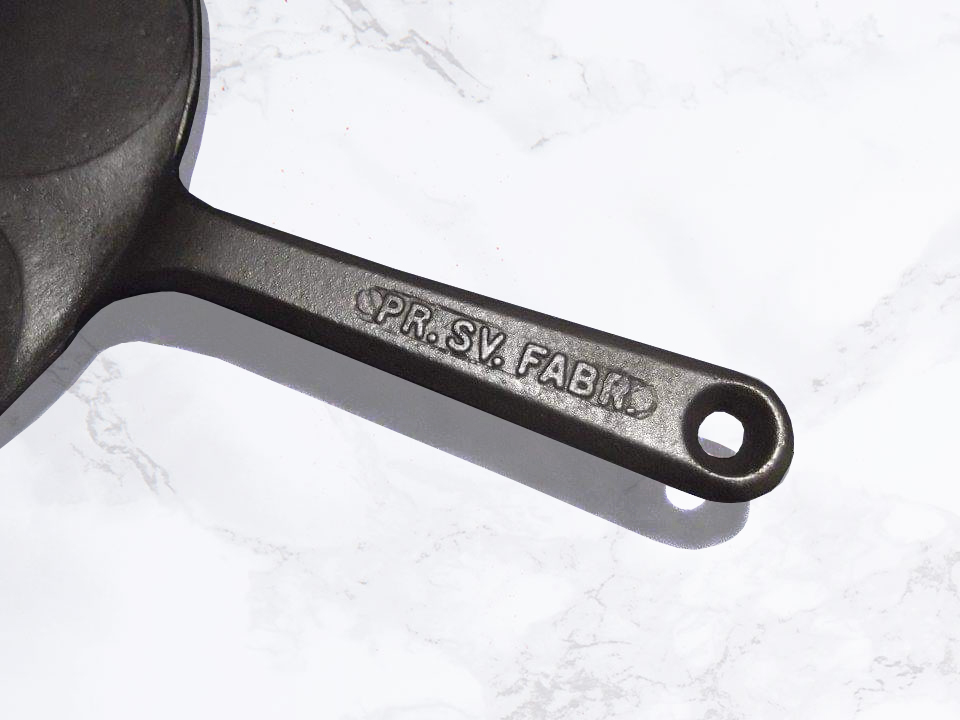
Gjutjärnspanna märkt PR.SV.FABR.

Prima svenskt fabrikat, extra prima svenskt fabrikat och även förkortningar så som pr. sv. fabr. är en märkning som användes på produkter som en kvalitetsstämpel på varor och i marknadsföring i Sverige under 1800-talet och 1900-talet. Stämpeln används inte längre av tillverkare idag.
Märkningen förekommer ofta utan angivande om produktens exakta ursprung. De välkända tillverkarna ville upprätthålla företagets renommé och undvika att försäljningspriserna sjönk. Det var därför endast ett begränsat antal handlare, vanligen i städerna, som tilläts sälja de kända varumärkena. Fabrikerna framställde av denna anledning även anonyma varor, som endast hade denna typ av märkningar och saknade uppgift om tillverkare och som vilken lanthandlare som helst fick sälja.[källa behövs] I kataloger angavs ofta märkningen i fetstil text eller inramat.
Märkningen skedde exempelvis på plättlagg, pannkakslagg, skruvtvingar, skruvstäd, häftstift, cyklar, mopeder, symaskiner och verktyg.